# フォーリング・イン・リヴァース
フォーリング・イン・リヴァース（Falling in Reverse）は、アメリカ合衆国のネバダ州ラスベガスにて結成されたポスト・ハードコア・バンドである。

## 略歴
2008年に結成。
2013年9月10日、秋に「Unplugged & Uncensored Tour」を開催することを発表した。またチケット収益の一部はLiving The Dream Foundationに寄付された。
2020年2月15日、2011年リリースのアルバム『The Drug in Me Is You』が、アメリカでゴールドディスクを獲得した事を受け、表題曲である「The Drug in Me Is You」を現在のメンバーで再構築した「The Drug In Me Is Reimagined」として、配信シングルでリリースされた。また、同日には同曲のミュージック・ビデオも公開された。
2020年4月22日、ギタリストのデレク・ジョーンズが死去。死因は当初公表されていなかったが、後にロニー・ラドクの著書『I Can Explain』の中で、硬膜下血腫であったと明かされた。
2020年5月14日、前年11月にリリースされたシングル「Popular Monster」がアメリカの『Mediabase Active Rock Chart』にて3週連続で1位を獲得。また、YouTubeにおける再生回数が2000万回を超えた。
2020年7月15日、2017年にリリースされたアルバム『Coming Home』のセッション時に作られたという未発表曲「Carry On」を配信シングルとしてリリース。
2020年10月18日、2018年にバンドを脱退したギタリストのクリスチャン・トンプソンが、Instagramにて再加入する旨を発表。
2021年2月13日、『The Drug In Me Is Yoy』収録曲である「I'm Not A Vampire」のセルフリメイクである、「I'm Not A Vampire (Revamped)」を配信シングルとしてリリース。また、4月の16日と30日に、それぞれ異なるセットリストでライヴ・ストリーミング・コンサート『Live From The Unknown』を開催することも発表。

## メンバー
現メンバー
- ロニー・ラドク（Ronnie Radke） – リードボーカル、キーボード（2008年 - ）、リズムギター（2017年 - 2018年）
- クリスチャン・トンプソン（Christian Thompson） – リズムギター（2020年 - 2024年）、リードギター、バッキングヴォーカル（2015年 - 2018 年、2024年 - ）
- タイラー・バージェス（Tyler Burgess） – ベース（2018年 - 2021年、2022年 - ）、バッキングボーカル、リードギター（2018年）
- ルーク・ホランド（Luke Holland） –　ドラム、パーカッション（2021年 - ）

旧メンバー
- ネイスン・ショーフラー（Nason Schoeffler） – ベース、バッキングボーカル（2008年 - 2011年）
- ジャッキー・ヴィンセント（Jacky Vincent） – リードギター、バッキングボーカル（2009年 - 2015年）
- デレク・ジョーンズ（Derek Jones） – リズムギター、アンクリーンボーカル（2009年 - 2020年）※2020年没
- スコット・ジー（Scott Gee） – ドラム、パーカッション、アンクリーンボーカル（2010年 - 2011年）
- ミーカ・ホリウチ（Mika Horiuchi） – ベース、バッキングボーカル（2011年 - 2012年）
- ライアン・シーマン（Ryan Seaman） – ドラム、パーカッション、アンクリーンボーカル（2011年 - 2017年）
- ロン・フィカーロ（Ron Ficarro） – ベース、バッキングボーカル（2012年 - 2014年）
- マックス・グリーン（Max Green） – ベース、バッキングボーカル（2014年）
- ザック・サンドラー（Zakk Sandler） – ベース（2015年 - 2018年）、キーボード、パーカッション、リズムギター（2018年 - 2019年）、バッキングボーカル（2015年 - 2019年）
- ブランドン・"レイジ"・リヒター（Brandon "Rage" Richter） – ドラム、パーカッション（2018年）
- マックス・ゲオルギーエフ（Max Georgiev） – リードギター、バッキングヴォーカル （2018年 - 2024年）
- ジョニー・メレ（Johnny Mele） – ドラム、パーカッション、バッキングボーカル（2019年 - 2021年）
- ウェス・ホートン（Wes Horton） – ベース、バッキングボーカル（2021年 - 2022年）

## ディスコグラフィー

### アルバム
| 発売及び配信日        | アルバムのタイトル    | 販売レーベル       | 全米ビルボードアルバムチャート最高位 |
| 2011年7月26日         | The Drug in Me Is You | エピタフ・レコード | 19位                                 |
| 2013年6月18日         | Fashionably Late      | エピタフ・レコード | 17位                                 |
| 2015年2月15日         | Just Like You         | エピタフ・レコード | 21位                                 |
| 2017年4月6日          | Coming Home           | エピタフ・レコード | 34位                                 |
| 2024年8月16日（予定） | Popular Monster       | エピタフ・レコード |                                      |

### デモアルバム
- Listen Up! (2009)

### デジタルシングル
- Losing My Mind (2018年2月23日)
- Losing My Life (2018年6月26日)
- DRUGS (2019年4月8日)
- Popular Monster (2019年11月20日)
- The Drug In Me Is Reimagined (2020年2月13日)
- Carry On (2020年7月15日)
- Popular Monster (Nghtmre & Galantis Remix) (2020年10月23日)
- I'm Not A Vampire (Revamped) (2021年2月13日)
- Zombifide (2022年1月6日)
- Voices in My Head（2022年5月31日）
- Watch the World Burn（2023年1月31日）
- Last Resort（2023年6月26日）